# Puck Hoogers
Puck Hoogers (Venlo, 17 november 2003) is een Nederlands volleybalspeelster. Hoogers kwam in Nederland uit voor Talentteam Papendal. In het buitenland speelde ze voor het Duitse NaWaRo Straubing, het Franse Grand Nancy Volley-Ball en het Zwitserse Lugano Volley. Sinds 2024 komt ze uit voor het Portugese FC Porto Volley.

## Carrière
Hoogers kwam in haar jeugdjaren uit voor VC Velden. Bij FAST maakte ze haar debuut in de Eredivisie. Vanaf 2020 maakte ze onderdeel uit van Talentteam Papendal. Hoogers werd dat jaar opgenomen op de longlist voor de selectie van Jong Oranje op het WK, maar ze wist de definitieve selectie niet te halen. In 2022 ging Hoogers haar eerste buitenlandse avontuur aan bij het Duitse NaWaRo Straubing van de Nederlandse trainer Bart-Jan van der Mark. In het seizoen 2022/23 kwam Hoogers uit voor Grand Nancy Volley-Ball. Na dit seizoen liet ze Frankrijk achter zich voor Lugano Volley uit Zwitserland. Van 17 tot en met 26 augustus 2023 speelde ze in Mexico met Jong Oranje tijdens de FIVB Volleyball Women's U21 World Championship, waar ze een 10e plaats haalde. Tevens werd ze uitgeroepen tot beste serveerster van het toernooi. In het seizoen 2024/25 zal Hoogers uitkomen voor FC Porto Volley.